# Gefährliche Wahrheit (1999)
Gefährliche Wahrheit ist ein deutscher Kriminalfilm von Bodo Fürneisen, in dem Barbara Rudnik eine Gerichtsmedizinerin spielt. Er wurde 1998 von der Flamingo Film GmbH, einem Unternehmen der Endemol Entertainment, im Auftrag des ZDF produziert und dort erstmals am 29. März 1999 ausgestrahlt. Zu dem Pilotfilm war eine Serie geplant, die aufgegeben wurde.

## Handlung
Die alleinerziehende Ruth Jacoby ist mit ihrer Teenagertochter nach Berlin umgezogen, um eine neue Stelle als Abteilungsleiterin der Gerichtsmedizin anzutreten. Vor ihrem Urlaubsende muss sie wegen Personalproblemen vorzeitig eine erste Untersuchung vornehmen: an Rita Gonzales, die tot in ihrer Wohnung gefunden wird. Für Kommissar Harry Voss ist es ein Unfall, Jacoby stellt aber eine Überdosis Insulin als Todesursache fest, ohne auf Insulin in der Wohnung zu stoßen. Gonzales hatte Schwangerschaftsdiabetes und eine Fehlgeburt, wie ihre Klinik mitteilt. Jacoby findet heraus, dass Gonzales die Klinik verklagen wollte, während Voss gleichzeitig in einem Raubmordfall ermittelt: Die in ihrem Geschäft getötete Apothekerin war Diabetikerin und hatte in der gleichen Klinik wie Gonzales eine Fehlgeburt. Sofort revidiert Voss seine geringe Meinung über Jacoby, die inzwischen einem Date mit Martin Winter, einem Arzt der Klinik, zugestimmt hat. Protatibed, das Mittel, das den Diabetikerinnen verabreicht wurde, wird in dem Pharmaunternehmen hergestellt, in dem Dr. Epstein, Sponsor der Klinik, arbeitet.
Susanne Fechner, eine Krankenschwester der Klinik, der dort Ungereimtheiten auffielen und die Gonzales einen Zettel mit ihrer Nummer zugesteckt hatte, wird ebenso vom Auftragsmörder aufgesucht, aber von den Ermittlern gerettet. Sie berichtet, dass in der Klinik den Diabetikerinnen das angestammte Medikament ausgetauscht wurde. Jacoby findet in der Wohnung von Gonzales endlich eine Insulinspritze und wird von Winter überrascht, der für Dr. Epstein die Erprobung von Protatibed an den Schwangeren durchführte. Jacoby flüchtet mit dem Beweismittel vor Winter auf das Dach des Gebäudes, droht abzustürzen und wird von Voss gerettet, Winter festgenommen.

## Kritik
TV Spielfilm vergibt einen waagerechten Daumen: „Drehbuchautorin Ute Engel bemüht Klischees wie die altkluge Tochter oder den Macho-Kollegen, vermeidet andererseits das Intrigen-Wirrwarr vieler TV-Krimis und konzentriert sich statt dessen auf die schwierige Beziehung der ungleichen Helden.“